# Stephan Schulzer von Müggenburg
Stephan Schulzer von Müggenburg (19 december 1802 - 5 februari 1892) was een Hongaars-Kroatische legerofficier en mycoloog. Zijn voornaam wordt variabel gespeld als Stefan, Stjepan of István.

## Biografie
Schulzer von Müggenburg werd in bittere armoede geboren in een vervallen kasteel aan de rand van het Oostenrijks-Hongaarse Rijk. Zijn moeder stierf in zijn vroege jeugd. Hij werd opgevoed door, en kreeg een Spartaanse opvoeding van zijn goed opgeleide maar zeer strenge vader, een gepensioneerde legerofficier van Saksische afkomst, die stierf toen Schulzer vijftien was. Schulzer bracht de volgende drie jaar door in een militaire academie-achtige compagnie van cadetten in Olomouc (Olmütz). Na zijn dienstplicht bracht hij zeven jaar door als cadet (officier in opleiding) en de volgende zes jaar als Fähnrich (kandidaat-officier). Nadat hij eindelijk de rang van tweede luitenant had bereikt, werd hij binnen tien jaar kapitein. In 1821 nam hij deel aan de veldtocht in Piemonte. Bij het bestrijden van een brand verloor hij het gebruik van beide handen en ging twee jaar later met pensioen. Hij bood zich echter vrijwillig aan om een militair hospitaal op te richten en te beheren, waar hij het slachtoffer werd van een ziekte waardoor hij doof en slechtziend werd. Hij was getrouwd en had twee dochters.
Een toevallige ontmoeting met een populaire paddenstoelenhandleiding in 1831 wekte zijn intellectuele nieuwsgierigheid. Hij leerde zichzelf natuurlijke historie en voldoende Grieks en Latijn. Binnen relatief korte tijd evolueerde hij van een begenadigd amateur-mycoloog tot een gewaardeerd door zijn meer academische leeftijdsgenoten. In de tussentijd herwon hij het grootste deel van het gebruik van zijn handen en wat gehoor. Hij publiceerde uitgebreid in de mycologische literatuur van zijn tijd. Veel van zijn werk is nog niet gepubliceerd, maar een deel is bewerkt en gepubliceerd door zijn collega's en enkele door wetenschappelijke rivalen Károly Kalchbrenner en Friedrich von Hazslin.
Het geslacht Schulzeria (Agaricales) draagt zijn naam.

## Selectie van zijn werk
- Schulzer von Müggenburg, Stefan. Systematische aufzählung des Schwämme Ungarns, Slavoniens und des Banates, welche diese Länder mit anderen gemein haben. 1857.
- Schulzer von Müggenburg, Stefan. Beiträge zur Pilzkunde. 1860
- Schulzer von Müggenburg, Stefan. Mycologische Beobachtungen für 1864. 1864
- Schulzer von Müggenburg, Stefan, Ágost Kanitz, and József Armin Knapp. Die bisher bekannten Pflanzen Slavoniens. Including addenda 1, 2. 1866.
- Schulzer von Müggenburg, Stefan, Mykologische Miscellen. 1866
- Schulzer von Müggenburg, Stephan. Mykologische Beiträge. K.K. Zoologisch-botanische Gesellschaft, Wien 1870.
- Schulzer von Müggenburg, Stephan. Mykologische Beobachtungen aus Nord-Ungarn im Herbste 1869.  K.K. Zoologisch-botanische Gesellschaft, Wien 1870.
- Schulzer von Müggenburg, Stephan. Mykologisches : die heutige Gattung Agaricus. Wien : Verfassers, 1882
- Schulzer von Müggenburg, Stephan. Das Unangenehmste Erlebniss auf der Bahn meines Wissenschaftlichen forschens : eine Beleuchtung unserer mycologischen Zustände. Zagreb : Albrecht, 1886
- Schulzer von Müggenburg, Stephan. Einige Worte über die Magyarhon Myxogasterei irta hazslinszki Frigyes Esperies 1877. Zagreb : Albrecht, 1886
- Schulzer von Müggenburg, Stephan. Berichtigungen Helvellaceen. Zagreb : Albrecht, 1886.